# بيتروسا (دراما)
بيتروسا (Πετρούσσα) هي مدينة في دراما في مقاطعة فوريا إلادا في اليونان.